# Раптом (музичний альбом)
«Раптом» — перший міні-альбом україно-американського панк-гурту «FliT», виданий 1 липня 2019 року. До EP «РАПТОМ» увійшли шість пісень, за допомогою яких FliT поділився своїми позитивним настроєм та енергією. На обкладинці EP «РАПТОМ» зображений панк-козак BILLY – новий маскот колективу. Це перший новий альбом після повернення Володимира Новікова та Ігоря Озарка. На пісні «Волоцюга»  та «Маємо те, що маємо» було відзнято музичні відео.
У межах туру на підтримку нового альбому влітку 2019 року гурт провів ряд виступів на кількох найбільших фестивалях України (Файне Місто, Бандерштат, Схід-Рок, Snow Summer Fest), зіграв два сольні концерти у Києві та Харкові, а також виступив на фестивалі Ukrainian Days у США. Також у турне брав участь один із засновників гурту Віталій «Бєля» Бєляков.

## Список композицій
| #  | Назва                | Тривалість |
| -- | -------------------- | ---------- |
| 1. | «Маємо те, що маємо» | 03:12      |
| 2. | «Волоцюга»           | 02:45      |
| 3. | «Коза-Дереза»        | 00:14      |
| 4. | «Гукай мила, гукай»  | 02:21      |
| 5. | «Смуги»              | 03:51      |
| 6. | «Повертайся»         | 04:22      |

## Учасники запису
- Володимир Новіков — вокал, гітара
- Ігор Озарко — ударні, бек-вокал
- Андрій Драгущак — бас-гітара, бек-вокал
- Віталій «Бєля» Бєляков — бек-вокал